# Bhadaure Tamagi
Bhadaure Tamagi (Nepali भदौरे तामागी) ist ein Village Development Committee (VDC) im Distrikt Kaski der Verwaltungszone Gandaki in Zentral-Nepal.
Bhadaure Tamagi liegt auf etwa 1230 m Höhe 14 km westlich von Pokhara in den südlichen Vorbergen des Annapurna Himal. 

## Einwohner
Bhadaure Tamagi hatte bei der Volkszählung 2011 3257 Einwohner (davon 1468 männlich) in 875 Haushalten.